# Beffu-et-le-Morthomme
Ne doit pas être confondu avec Mort-Homme.
Beffu-et-le-Morthomme est une commune française, située dans le département des Ardennes en région Grand Est.

## Géographie
Au nord de Grandpré, une route mène à Buzancy : à l'ouest de cette route, la forêt s'étend sur les hauteurs. À l'est, un paysage relativement plat de prairies et de haies, peuplé de vaches, lui fait face.
Sur cette route, adossé au « bois de Bourgogne », massif boisé d'où il tire toute son industrie est situé le bourg du Morthomme.
En face, ramassé autour de son église, Beffu vit essentiellement de l'élevage.
| Briquenay |                       | Verpel        |
|           | Beffu-et-le-Morthomme |               |
| Grandpré  |                       | Champigneulle |

### Hydrographie
La commune est dans la région hydrographique « la Seine du confluent de l'Oise (inclus) à l'embouchure » au sein du bassin Seine-Normandie. Elle est drainée par le ruisseau de Gives et le Fossé de la Pâture,.

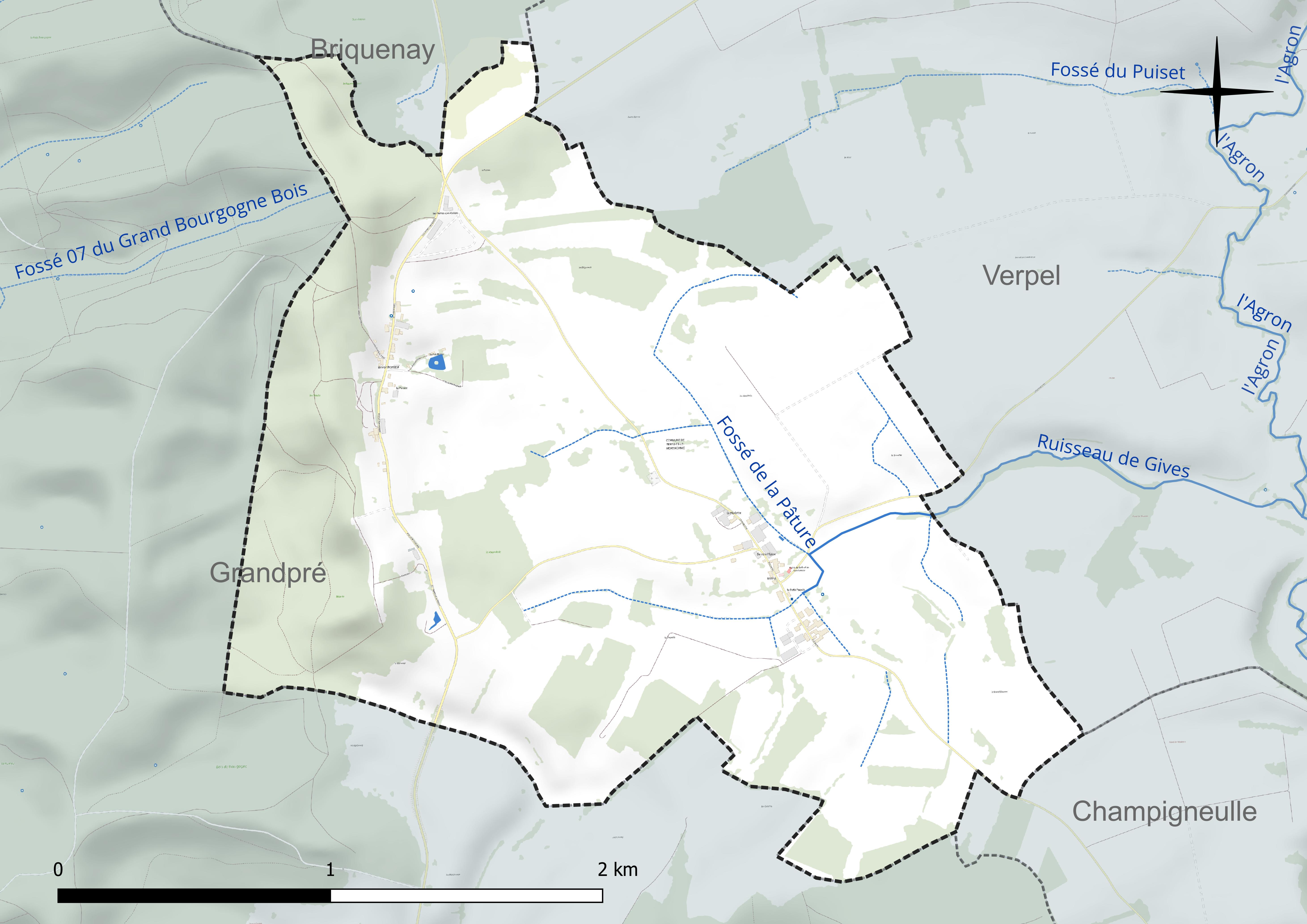
Réseaux hydrographique de Beffu-et-le-Morthomme.

### Climat
Pour des articles plus généraux, voir Climat du Grand Est et Climat des Ardennes.
En 2010, le climat de la commune est de type climat de montagne, selon une étude du Centre national de la recherche scientifique s'appuyant sur une série de données couvrant la période 1971-2000. En 2020, Météo-France publie une typologie des climats de la France métropolitaine dans laquelle la commune est exposée à un climat océanique altéré et est dans une zone de transition entre les régions climatiques « Nord-est du bassin Parisien » et « Lorraine, plateau de Langres, Morvan ».
Pour la période 1971-2000, la température annuelle moyenne est de 9,9 °C, avec une amplitude thermique annuelle de 15,6 °C. Le cumul annuel moyen de précipitations est de 895 mm, avec 13,3 jours de précipitations en janvier et 9,2 jours en juillet. Pour la période 1991-2020, la température moyenne annuelle observée sur la station météorologique de Météo-France la plus proche, « Buzancy_sapc », sur la commune de Buzancy à 8 km à vol d'oiseau, est de 10,9 °C et le cumul annuel moyen de précipitations est de 862,0 mm. 
La température maximale relevée sur cette station est de 40,7 °C, atteinte le 25 juillet 2019 ; la température minimale est de −15,8 °C, atteinte le 20 décembre 2009,,.
Les paramètres climatiques de la commune ont été estimés pour le milieu du siècle (2041-2070) selon différents scénarios d'émission de gaz à effet de serre à partir des nouvelles projections climatiques de référence DRIAS-2020. Ils sont consultables sur un site dédié publié par Météo-France en novembre 2022.

## Urbanisme

### Typologie
Au 1er janvier 2024, Beffu-et-le-Morthomme est catégorisée commune rurale à habitat très dispersé, selon la nouvelle grille communale de densité à 7 niveaux définie par l'Insee en 2022.
Elle est située hors unité urbaine et hors attraction des villes,.

### Occupation des sols
L'occupation des sols de la commune, telle qu'elle ressort de la base de données européenne d’occupation biophysique des sols Corine Land Cover (CLC), est marquée par l'importance des territoires agricoles (78,5 % en 2018), une proportion identique à celle de 1990 (78,5 %). La répartition détaillée en 2018 est la suivante : 
prairies (48,4 %), forêts (21,5 %), zones agricoles hétérogènes (16,5 %), terres arables (13,6 %). L'évolution de l’occupation des sols de la commune et de ses infrastructures peut être observée sur les différentes représentations cartographiques du territoire : la carte de Cassini (XVIIIe siècle), la carte d'état-major (1820-1866) et les cartes ou photos aériennes de l'IGN pour la période actuelle (1950 à aujourd'hui).

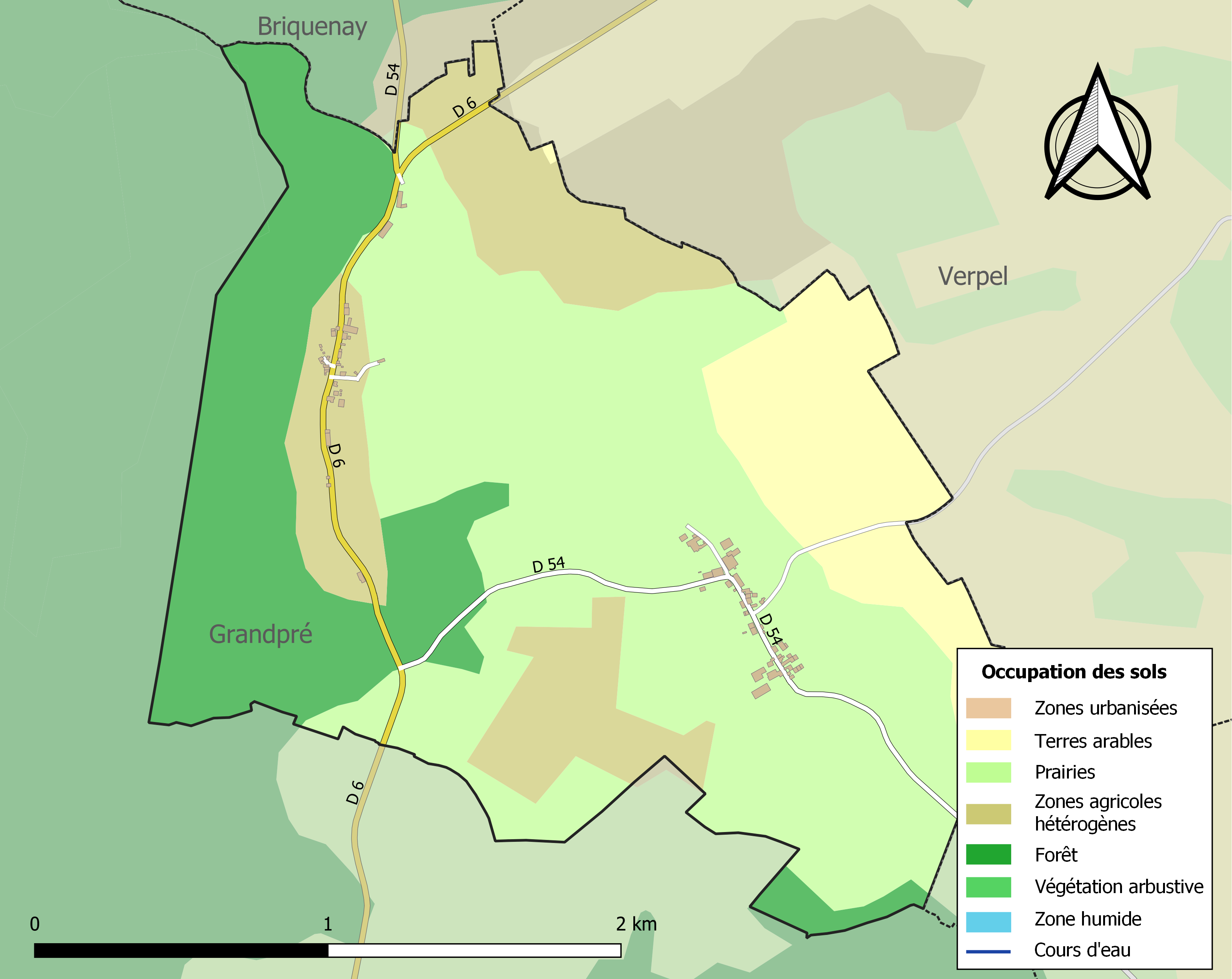
Carte des infrastructures et de l'occupation des sols de la commune en 2018 (CLC).

## Toponymie
Beffu est à l’évidence plus ancien que Morthomme, puisque son nom est mentionné, sous la graphie Beaufust, dans un acte du XIIIe siècle.
Le village de Beffu est cité dans les écrits depuis le XIIIe siècle, en 1275 Beaufust, en 1297 Beaufeu. On trouve la forme Befu en 1386.
Beffu qui a conservé la forme dialectale de l’adjectif « beau », résulterait donc d’une réfection d’abord marquée phonétiquement puis graphiquement, de be(f)- en « Beau- », suivi de la graphie fust «  hêtre ».
Le Morthomme est un écart de Beffu. Le Morthomme, qui paraît avoir été créé au XVIe siècle, ne constitue qu’un hameau.

Certains lieu  du nom de Morthomme peuvent s'expliquer par l'étymologie populaire.

## Histoire
Au XIIIe siècle, le village appartient au comtes de Grandpré. Édouard 1er de Grandpré, ruiné par ses services au roi de France  durant la guerre de Cent Ans doit le vendre en 1386 à Robert, duc de Bar avec Landres, Saint-Juvin, Champigneulle... Il revient plus tard aux comtes de Grandpré, puis aux Joyeuse, seigneurs du lieu jusqu'à la Révolution. Claude de Joyeuse a droit de haute, moyenne et basse justice sur les deux villages et le droit de nommer maire, échevins et sergents parmi les bourgeois.
Des écarts se constituent qui sont plus que des lieux-dits. Ainsi, la Chapelle, arrière fief de Grandpré, à l'ouest de Beaufeu, comprend au XVIIe siècle une maison seigneuriale avec colombiers, écuries, verger, potager, terres et bois. Au sud, les Loges inclut cense et métairie dès 1644, puis une maison seigneuriale. Au nord, la Morlette est un simple groupe de maisons. Au sud du Morthomme, la petite Chinery est une cense faisant fief avec la Hocarderie. Elle est aux Vassinhac d'Imécourt qui se disent seigneurs des Hautes et Basses Loges, Hocarderie et Petite Chinerie. Au XVIIIe siècle, un accord se fait entre les Vassinhac et les Escannevelles seigneurs de la Chapelle à propos de droits seigneuriaux sur la Hocarderie. Le Morthomme semble plus récent et n'est cité qu'en 1597. C'est une douzaine de maisons le long de la route de Grandpré à Buzancy, au pied et à l'est d'une colline dominée par le bois  de Bourgogne.
En 1790, les maisons seigneuriales sont ruinées. Beffu et le Morthomme font partie de canton de Briquenay.

## Politique et administration

### Liste des maires
| Période                                  | Période      | Identité           | Étiquette | Qualité |
| ---------------------------------------- | ------------ | ------------------ | --------- | ------- |
| avant 1981                               | 2010 (décès) | Roger Barre        |           |         |
| 2010                                     | juin 2020    | Régis Barre        |           |         |
| juin 2020                                | En cours     | Laëtitia Marcheras |           |         |
| Les données manquantes sont à compléter. |              |                    |           |         |

### Élections nationales
Lors du second tour de l'élection présidentielle française de 2002, par exemple, Beffu-et-le-Morthomme fut la quatorzième commune de France à avoir voté le plus pour Jean-Marie-Le Pen. Son score dans la commune fut de 54,05 %.

## Démographie
L'évolution du nombre d'habitants est connue à travers les recensements de la population effectués dans la commune depuis 1793. Pour les communes de moins de 10 000 habitants, une enquête de recensement portant sur toute la population est réalisée tous les cinq ans, les populations de référence des années intermédiaires étant quant à elles estimées par interpolation ou extrapolation. Pour la commune, le premier recensement exhaustif entrant dans le cadre du nouveau dispositif a été réalisé en 2004.

En 2022, la commune comptait 39 habitants, en évolution de −20,41 % par rapport à 2016 (Ardennes : −2,97 %, France hors Mayotte : +2,11 %).
| 1793 | 1800 | 1806 | 1821 | 1831 | 1836 | 1841 | 1846 | 1851 |
| ---- | ---- | ---- | ---- | ---- | ---- | ---- | ---- | ---- |
| 162  | 178  | 212  | 217  | 263  | 285  | 289  | 278  | 259  |

| 1866 | 1872 | 1876 | 1881 | 1886 | 1891 | 1896 | 1901 | 1906 |
| ---- | ---- | ---- | ---- | ---- | ---- | ---- | ---- | ---- |
| 279  | 259  | 239  | 226  | 191  | 203  | 174  | 182  | 168  |

| 1911 | 1921 | 1926 | 1931 | 1936 | 1946 | 1954 | 1962 | 1968 |
| ---- | ---- | ---- | ---- | ---- | ---- | ---- | ---- | ---- |
| 157  | 126  | 104  | 92   | 88   | 86   | 86   | 72   | 80   |

| 1975 | 1982 | 1990 | 1999 | 2004 | 2006 | 2009 | 2014 | 2019 |
| ---- | ---- | ---- | ---- | ---- | ---- | ---- | ---- | ---- |
| 57   | 51   | 60   | 54   | 72   | 71   | 73   | 55   | 45   |

| 2022 | - | - | - | - | - | - | - | - |
| ---- | - | - | - | - | - | - | - | - |
| 39   | - | - | - | - | - | - | - | - |

## Culture locale et patrimoine

### Lieux et monuments
- L'église Saint-Rémacle de Beffu. On sait peu de choses de cette petite église rurale juchée sur un tertre dominant la grand'rue. Sous l'Ancien Régime, la paroisse Saint Rémacle de Beffu était "secours" de Granpré et le curé à la  nomination du prieur de cette ville[15]. Que signifie cette pierre sculptée à l'extérieur de l'église, côté sud de la nef ? Elle porte un écusson chargé d'une bande avec trois alérions et la date de 1605, qui semblent être les armes de Lorraine. Que font sur cette église d'Argonne les armes de Lorraine[15] ? À signaler, à l'entrée, un bénitier en pierre sculpté en forme de vase à pied, et à droite dans le chœur, une piscine liturgique géminée à arcades ogivales soutenues par des colonnes[15].
- Le lavoir de Beffu : un petit lavoir de briques couvert récemment de tuiles neuves, deux portes et deux baies arrondies pour l'éclairer. Il était alimenté par une source et son trop-plein se déversait dans le ruisseau de Gives qui rejoint l'Agron (affluent de l'Aire). Il a son jumeau, au Morthomme.
- À la croisée des routes Beffu-le-Morthomme, un souvenir de la Seconde Guerre mondiale : « Dans ce bois le 31 août 1944 le groupe FFI de Verpel attaque l'ennemi».

### Héraldique
| Blason de Beffu-et-le-Morthomme | Blason  | Coupé : au 1er fascé d'or et de gueules, au 2e d'azur à la bande d'argent chargée de trois coquilles de gueules. |
| Blason de Beffu-et-le-Morthomme | Détails | Le statut officiel du blason reste à déterminer.                                                                 |